# Wierzbie (województwo lubelskie)
Wierzbie – wieś w Polsce położona w województwie lubelskim, w powiecie zamojskim, w gminie Łabunie. Leży 5 km na południowy wschód od Zamościa.
| SIMC    | Nazwa  | Rodzaj    |
| ------- | ------ | --------- |
| 0893564 | Blonka | część wsi |

W latach 1975–1998 miejscowość należała administracyjnie do województwa zamojskiego.
Wieś jest sołectwem w gminie Łabunie. Według Narodowego Spisu Powszechnego z roku 2011 wieś liczyła 364 mieszkańców.
Wierni Kościoła rzymskokatolickiego należą do parafii Matki Bożej Szkaplerznej i św. Dominika w Łabuniach.

## Historia
Wierzbie w wieku XIX nazywane także „Wierzba” alias „Wierzbica” stanowiły wieś z folwarkiem w powiecie zamojskim, gminie i parafii Łabunie, położone na południe od Zamościa o 12 wiorst w okolicy nizinnej. Według notki Słownika geograficznego Królestwa Polskiego z roku 1893 wieś posiadała 2 domy dworskie i 43 włościańskie zamieszkałe przez 319 mieszkańców wyznania katolickiego. Rozległość gruntów włościańskich 686 mórg. Spis z roku 1827 wykazał tu 35 domów i 183 mieszkańców. Młyn wodny i folwark należały do dóbr Łabunie z literą A.